# Ronde van Langkawi 2009
De Ronde van Langkawi 2009 was een wielerwedstrijd, die duurde van 9 tot en met 15 februari 2009. Dit jaar werden er zeven ritten gereden, vorig jaar waren het er negen en de jaren ervoor tien.

## Etappe overzicht
| Etappe | Winnaar                                                                   | Tweede                                                              | Derde                                                                     |
| ------ | ------------------------------------------------------------------------- | ------------------------------------------------------------------- | ------------------------------------------------------------------------- |
| 1      | Mattia Gavazzi Serramenti PVC Diquigiovanni-Androni Giocattoli 3u 06' 42" | Chris Sutton Garmin-Slipstream z.t.                                 | Nolan Hoffman Zuid-Afrika z.t.                                            |
| 2      | Mattia Gavazzi Serramenti PVC Diquigiovanni-Androni Giocattoli 3u 42' 32" | Nolan Hoffman Zuid-Afrika z.t.                                      | Aurélien Clerc AG2R La Mondiale z.t.                                      |
| 3      | Mattia Gavazzi Serramenti PVC Diquigiovanni-Androni Giocattoli 4u 33' 29" | Chris Sutton Garmin-Slipstream z.t.                                 | Aurélien Clerc AG2R La Mondiale z.t.                                      |
| 4      | Samai Amari LeTua Cycling Team 5u 15' 09"                                 | Mattia Gavazzi Serramenti PVC Diquigiovanni-Androni Giocattoli z.t. | Nolan Hoffman Zuid-Afrika z.t.                                            |
| 5      | José Serpa Serramenti PVC Diquigiovanni-Androni Giocattoli 2u 58' 56"     | Jai Crawford Australië +0' 23"                                      | Jackson Rodriguez Serramenti PVC Diquigiovanni-Androni Giocattoli +0' 41" |
| 6      | Mattia Gavazzi Serramenti PVC Diquigiovanni-Androni Giocattoli 3u 07' 33" | Aurélien Clerc AG2R La Mondiale z.t.                                | Chris Sutton Garmin-Slipstream z.t.                                       |
| 7      | Yohann Gène Bouygues Télécom 1u 38' 20"                                   | Guillermo Ruben Bongiorno CSF Group-Navigare z.t.                   | Mattia Gavazzi Serramenti PVC Diquigiovanni-Androni Giocattoli z.t.       |

## Eindklassement
| Plaats | Renner                      | Ploeg                                           | Tijd        |
| ------ | --------------------------- | ----------------------------------------------- | ----------- |
| 1      | José Serpa                  | Serramenti PVC Diquigiovanni-Androni Giocattoli | 24u 12' 22" |
| 2      | Jai Crawford                | Australië                                       | +0' 27"     |
| 3      | Jackson Rodriguez           | Serramenti PVC Diquigiovanni-Androni Giocattoli | +0' 47"     |
| 4      | Fredrik Kessiakoff          | Fuji-Servetto                                   | +0' 54"     |
| 5      | Johann Tschopp              | Bouygues Télécom                                | +1' 22"     |
| 6      | Reinardt Janse van Rensburg | Zuid-Afrika                                     | +2' 29"     |
| 7      | Tonton Susanto              | LeTua Cycling Team                              | +2' 44"     |
| 8      | Lucas Euser                 | Garmin-Slipstream                               | +3' 16"     |
| 9      | José Angel Gómez Marchante  | Cervélo                                         | +3' 37"     |
| 10     | Richie Porte                | Australië                                       | +3' 44"     |

## Puntenklassement
| Plaats | Renner                | Ploeg                                           | Punten |
| ------ | --------------------- | ----------------------------------------------- | ------ |
| 1      | Mattia Gavazzi        | Serramenti PVC Diquigiovanni-Androni Giocattoli | 97     |
| 2      | Nolan Hoffman         | Zuid-Afrika                                     | 82     |
| 3      | Aurélien Clerc        | AG2R La Mondiale                                | 62     |
| 4      | Chris Sutton          | Garmin-Slipstream                               | 49     |
| 5      | Hilton Clarke         | Fuji-Servetto                                   | 37     |
| 6      | René Haselbacher      | Vorarlberg-Corratec                             | 34     |
| 7      | Miyataka Shimizu      | EQA-Meitan Hompo-Graphite Design                | 33     |
| 8      | Yukiya Arashiro       | Bouygues Télécom                                | 30     |
| 9      | Christoff Van Heerden | Zuid-Afrika                                     | 27     |
| 10     | Daniel Musiol         | Vorarlberg-Corratec                             | 27     |

## Bergklassement
| Plaats | Renner                | Ploeg                                           | Punten |
| ------ | --------------------- | ----------------------------------------------- | ------ |
| 1      | José Serpa            | Serramenti PVC Diquigiovanni-Androni Giocattoli | 25     |
| 2      | Jai Crawford          | Australië                                       | 22     |
| 3      | Jackson Rodriguez     | Serramenti PVC Diquigiovanni-Androni Giocattoli | 20     |
| 4      | Jeremy Yates          | LeTua Cycling Team                              | 17     |
| 5      | Janse Van Rensburg J  | Zuid-Afrika                                     | 12     |
| 6      | Fredrik Kessiakoff    | Fuji-Servetto                                   | 12     |
| 7      | Christoff Van Heerden | Zuid-Afrika                                     | 11     |
| 8      | Johann Tschopp        | Bouygues Télécom                                | 10     |
| 9      | Carlos José Ochoa     | Serramenti PVC Diquigiovanni-Androni Giocattoli | 8      |
| 10     | Tonton Susanto        | LeTua Cycling Team                              | 5      |

## Ploegenklassement
| Plaats | Ploeg                                           | Tijd        |
| ------ | ----------------------------------------------- | ----------- |
| 1      | Serramenti PVC Diquigiovanni-Androni Giocattoli | 73u 09' 16" |
| 2      | Australië nationale selectie                    | +7' 19"     |
| 3      | Fuji-Servetto                                   | +11' 19"    |
| 4      | Cervélo TestTeam                                | +11' 30"    |
| 5      | Garmin-Slipstream                               | +15' 14"    |
| 6      | Zuid-Afrika                                     | +18' 32"    |
| 7      | Iran                                            | +19' 04"    |
| 8      | AG2R La Mondiale                                | +20' 45"    |
| 9      | LeTua Cycling Team                              | +22' 22"    |
| 10     | Kazakhstan                                      | +23' 24"    |

1996 · 
1997 · 
1998 · 
1999 · 
2000 ·
2001 ·
2002 ·
2003 ·
2004 ·
2005 ·
2006 ·
2007 ·
2008 ·
2009 ·
2010 ·
2011 ·
2012 ·
2013 ·
2014 ·
2015 ·
2016 ·
2017 ·
2018 ·
2019 ·
2020 ·
2021 ·
2022 ·
2023 ·
2024 ·